# 1. Slovenska liga ameriškega nogometa 2016
La 1. Slovenska liga ameriškega nogometa 2016 è stata la quinta edizione dell'omonimo torneo di football americano. La sua finale è denominata SloBowl V.
Ha avuto inizio il 10 aprile e si è conclusa il 12 giugno con la finale vinta per 55-6 dai Ljubljana Silverhawks sugli Alp Devils.

## Squadre partecipanti
| Club                  | Città   | Stadio | Sponsor ufficiale | Risultato nella stagione 2015 |
| --------------------- | ------- | ------ | ----------------- | ----------------------------- |
| Alp Devils            | Kranj   |        |                   |                               |
| Domžale Tigers        | Domžale |        |                   |                               |
| Ljubljana Silverhawks | Lubiana |        |                   |                               |
| Maribor Generals      | Maribor |        |                   |                               |

## Semifinali
| 10 aprile 2016 | Ljubljana Silverhawks | 21 – 0 | Maribor Generals |  |

| 10 aprile 2016 | Alp Devils | 47 – 7 | Domžale Tigers |  |

## Finali

### Finale 3º - 4º posto
| 12 giugno 2016 | Maribor Generals | 58 – 27 | Domžale Tigers |  |

### SloBowl V
| 12 giugno 2016 | Ljubljana Silverhawks | 55 – 6 | Alp Devils |  |

## Verdetti
- Ljubljana Silverhawks Campioni della Slovenia (5º titolo)